# Rakitovo (Jagodina)
Pour les articles homonymes, voir Rakitovo (homonymie).
Rakitovo (en serbe cyrillique : Ракитово) est une localité de Serbie située sur le territoire de la ville de Jagodina, district de Pomoravlje. Au recensement de 2011, elle comptait 1 895 habitants.
Rakitovo, officiellement classé parmi les villages de Serbie, est situé à proximité de Jagodina et à proximité de la route européenne E75. 
La localité accueille une grande boîte de nuit populaire appelée Delfin (« le dauphin »), dotée d'une piscine.

## Démographie

### Évolution historique de la population
| 1948 | 1953 | 1961 | 1971 | 1981  | 1991  | 2002  | 2011  |
| ---- | ---- | ---- | ---- | ----- | ----- | ----- | ----- |
| 541  | 574  | 578  | 722  | 1 398 | 1 933 | 1 729 | 1 895 |

|  |